# Max Ernst August Bodenstein
Max Ernst August Bodenstein, conegut com a Max Bodenstein, (15 de juliol de 1871, Magdeburg, Prússia - 3 de setembre de 1942, Berlín, Alemanya) fou un destacat químic alemany que destacà en el camp de la cinètica química. Fou el primer a plantejar un mecanisme per a una reacció en cadena i explicar que les explosions ho eren.

## Biografia
Bodenstein es doctorà amb un treball sobre la degradació de iodur d'hidrogen per efecte de la temperatura sota la direcció de Viktor Meyer a la Universitat de Heidelberg. Treballà, després, amb Karl Liebermann a la Universitat Tècnica de Berlín i amb Walter Nernst a la Universitat de Göttingen. El 1899 tornà a la Universitat de Heidelberg. El 1904 fou nomenat professor honorari a l'Institut fisicoquímic de Wilhelm Ostwald a la Universitat de Leipzig, el 1906 es convertí en professor associat a la Universitat de Berlín i directiu de l'institut físic de Walter Nernst. El 1908 anà a la Universitat de Hannover, com a professor ordinari i director de l'institut d'electroquímica. Finalment el 1923 tornà a Berlín, on fou director de l'institut físic després de la jubilació de Walter Nernst.

## Obra
Després amplià els seus estudis a la resta d'halurs d'hidrogen. Estudià reaccions catalítiques i reaccions fotoquímiques. El 1913 proposà la idea de les reaccions en cadena: Si dues molècules reaccionen, no només es formen les molècules dels productes de la reacció, també algunes molècules inestables, que tenen la propietat de ser capaces de reaccionar més amb les molècules dels reactius amb una probabilitat molt més gran que els reactius de partida. En la nova reacció, més molècules inestables es formen, a més dels productes estables, i així successivament.
Fou co-creador de la Comissió Alemanya de masses atòmiques, coeditor de la revista "Physikalische Chemie" (Química Física) i, des de 1924, membre ordinari de l'Acadèmia Alemanya de Ciències Leopoldina.